# Броштени (Мехединци)

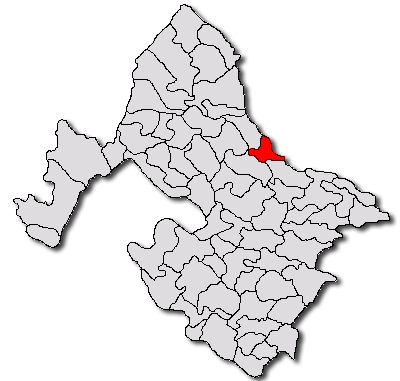

Броштени ( рум. Broșteni) — коммуна в жудеце Мехединци в Румынии. В состав коммуны входят следующие села (данные за 2002 год):
- Броштени  — административный центр коммуны
- Кепецинешти
- Лункшоара
- Лупша-де-Жос
- Лупша-де-Сус
- Мериш

Коммуна расположена в регионе Валахия в юго-западной части страны на расстоянии около 248 км к западу от Бухареста , 29 км к северо-востоку от административного центра жудеца Дробета-Турну-Северин, 81 км к северо-западу от Крайовы.

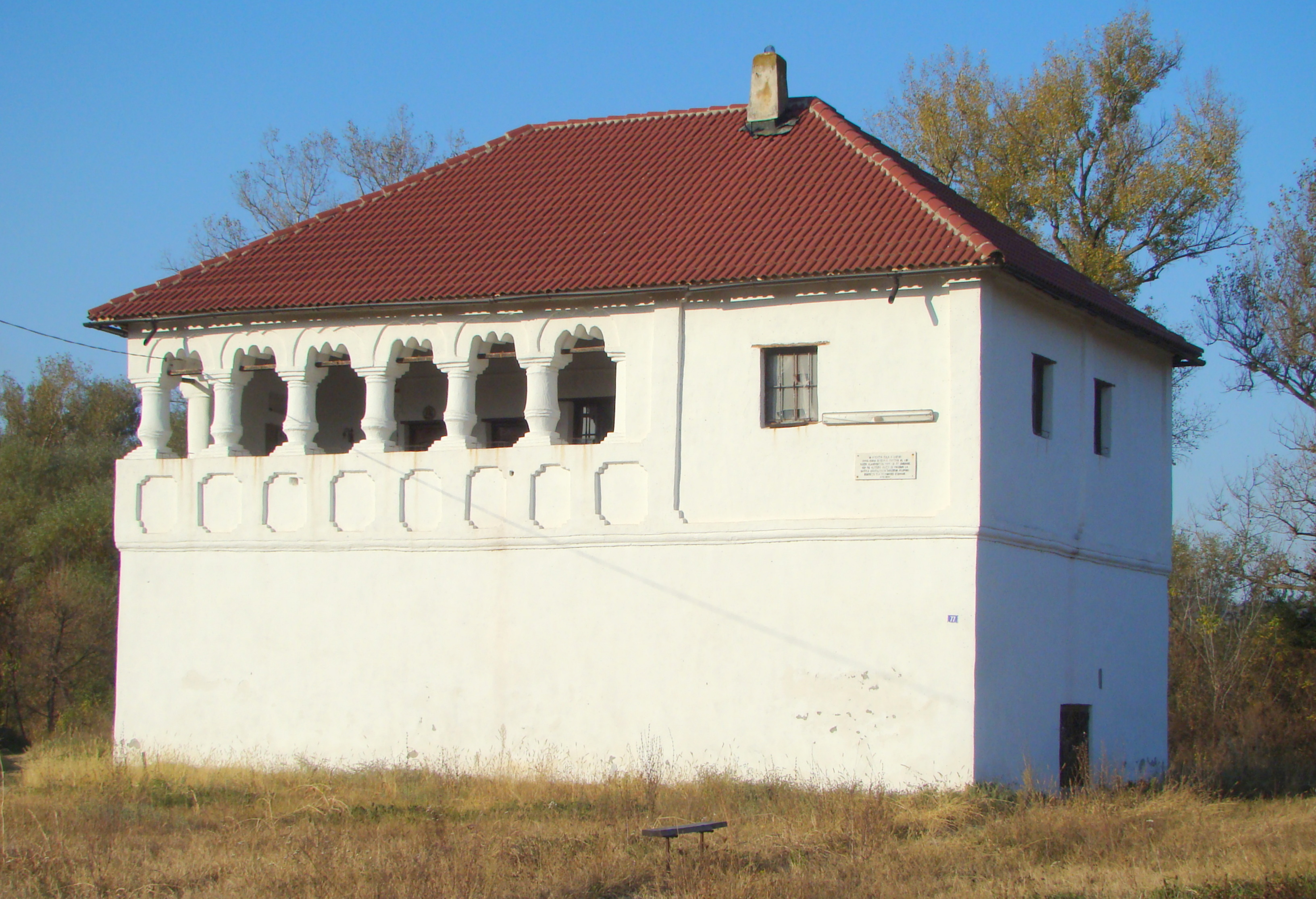

Площадь — 29,11 км².

## Население
| Год  | Численность | Численность |
| ---- | ----------- | ----------- |
| 2011 | 2865        | [ 4 ]       |
| 2021 | 2572        | [ 3 ]       |

Население в 2021 году составляло 2572 жителя. Большинство жителей составляют румыны (95,6%). Большинство жителей исповедуют православие (96,5 %).